# Teun Mulder
Teun Mulder, född 18 juni 1981 i Zuuk, Nederländerna, är en nederländsk cyklist som tog delat OS-brons i keirin vid de olympiska cyklingstävlingarna 2012 i London. 